# Линвуд (тауншип, Миннесота)
Линвуд (англ. Linwood) — тауншип в округе Анока, Миннесота, США. На 2010 год его население составило 5123 человека.
Тауншип был создан в 1871 году и назван в честь озера Линвуд.

## География
По данным Бюро переписи населения США площадь тауншипа составляет 93,0 км², из которых 86,4 км² занимает суша, а 6,6 км² — вода (7,05 %).

## Демография
По данным переписи населения 2000 года в Линвуде проживало 4668 человек, было 1578 домохозяйств и 1292 семьи. Плотность населения — 54,0 чел./км². На территории тауншипа расположено 1662 постройки со средней плотностью 19,2 построек на один квадратный километр. Расовый состав населения: 97,45 % белых, 0,30 % афроамериканцев, 0,39 % коренных американцев, 0,30 % азиатов, 0,11 % c Тихоокеанских островов, 0,13 % — других рас США и 1,33 % приходится на две или более других рас. Испанцы или латиноамериканцы любой расы составляли 1,20 % от популяции тауншипа.
Из 1578 домохозяйств в 44,5 % воспитывались дети до 18 лет, в 70,8 % проживали супружеские пары, в 6,5 % проживали незамужние женщины и в 18,1 % домохозяйств проживали несемейные люди. 13,3 % домохозяйств состояли из одного человека, при том 2,2 % из — одиноких пожилых людей старше 65 лет. Средний размер домохозяйства — 2,95, а семьи — 3,22 человека.
30,0 % населения — младше 18 лет, 6,8 % — в возрасте от 18 до 24 лет, 35,3 % — от 25 до 44, 23,4 % — от 45 до 64, и 4,5 % — старше 65 лет. Средний возраст — 35 лет. На каждые 100 женщин приходилось 109,7 мужчин. На каждые 100 женщин старше 18 лет приходилось 108,1 мужчин.
Средний годовой доход домохозяйства составлял 58 596 долларов, а средний годовой доход семьи — 60 000 долларов. Средний доход мужчин — 43 373 доллара, в то время как у женщин — 30 568. Доход на душу населения составил 23 690 долларов. За чертой бедности находились 2,5 % семей и 3,5 % всего населения тауншипа, из которых 4,5 % младше 18 лет.